# 星火计划
星火计划，是中华人民共和国一项依靠科技进步、振兴农村经济，普及科学技术、带动农民致富的指导性科技计划。是中国政府批准实施的第一个依靠科学技术促进农村经济发展的计划，是中华人民共和国科技计划和国民经济计划的一个重要组成部分。宗旨是把科技火种撒向中国广大农村，指导农民依靠科技振兴农业，并引导乡镇企业健康发展。

## 历史
1980年代，实施改革开放政策后，中国乡镇企业空前发展，但同时也面临着人才缺乏、技术落后等一系列问题，产生了强烈的科技需求。  
1985年5月22日，中国国家科学技术委员会向中国国务院报告了《关于拟定促进地方经济的“星火计划”的请示》，并拟命名为「星火计划」。同年8月13日，国务院正式批准实施星火计划。

## 计划实施
星火计划的实施使得大批先进适用的技术带给农民，推动了乡镇企业的技术进步，促进了农村产业结构的优化，加速了传统农业向现代农业的转变；传播了先进的、科学的文化，为农村经济发展注入了新的动力和活力。 对农业科技成果转化为农业生产力、为先进农业科技引进示范推广、培植星火龙头企业和农业支柱产业、培养农村科技人才发挥了重要作用。 计划的实施经历了三个不同的发展阶段。

### 1990年代初之前
以推广适用于农村的「短平快」技术等为基本策略，主要目的是加快乡镇企业发展，推动农村经济结构调整。1985年9月14日，国家科委拟订了促进地方经济振兴的「星火计划」，并决定了选择「短平快」项目的五条原则。分别为，必须瞄准国内外市场需求；确有资源和技术方面的优势；技术成果商品化周期短，经济效益显著，有可能在一二年内投产，五年左右收回资金；具有示范意义，能够为推广应用提供成套成熟技术或提供设备，并可以成为地区培训基地；优先选择那些可以创汇或能减少进口的节汇项目。此后，国家科委还确定了「短平快」项目的二十四个重点发展方面，形成二十四个规模可观的产业。

### 1990年代初到2000年代初
以发展星火技术密集区、产业带等为战略思路，主要目的是加快农村产业发展，推动农村经济增长方式转变。星火技术密集区是指在一定的经济区域内，依靠科技进步提高经济增长的质量和效益，管理、技术、人才、资金综合集成，生产要素配置优化，产业和产品结构合理，经济、科技和社会全面进步的农村区域经济综合发展示范区。
星火技术密集区和星火产业带带动了中国农村快速走上工业化、城市化、国际化和农业的现代化轨道，使区域按市场经济规律有序的发展，成为农村商品经济的技术辐射源；发展外向型经济的窗口，商品参与国际大循环；培养造就高新技术产业和市场经济需要的各类复合型人才的基地。

### 2000年代初至今
以发展农村产业为基础，以推动农村信息化和农村科技服务等为主要手段，以优化农村科技产业化和创业环境为主要目的，推进现代农业和社会主义新农村建设。 2007年，中华人民共和国科学技术部发布了《关于深入实施星火计划的若干意见》。提出了依靠科技、服务“三农”、推进“四化”（农业产业化、农村城镇化和信息化、农民知识化），实施星火富民科技工程。另提出要以「推进农村基层科技发展和引导科技要素深入基层」为重点開辦十星文明戶活動，推动星火计划实施還重点部署实施了「农村科技服务」、「农民科技培训和农村科普」、「重大农业技术转化」、「乡镇企业技术创新」、「区域特色优势产业培育」、「农村信息化」、「科技扶贫」、「星火国际化」等八大专项行动。